# لیندا تام
لیندا تام (انگلیسی: Linda Thom؛ زادهٔ ۳۰ دسامبر ۱۹۴۳) تیرانداز اهل کانادا بود.
وی در مسابقات کشوری و بین‌المللی در مجموع برندهٔ ۱ مدال طلا شده‌است.